# Соколовица
Соколовица је планина у близини Прокупља, која заједно са планинама Пасјачом, Видојевицом и Ргајском планином окружује планину Радан која се налази на југу Србије. Највиши врх на Соколовици налази се на 1260 m нмв.
На планини се налази истоимено ловиште у власништву предузећа „Србија шуме“.